# Tourville-sur-Arques
Tourville-sur-Arques är en kommun i departementet Seine-Maritime i regionen Normandie i norra Frankrike. Kommunen ligger i kantonen Offranville som tillhör arrondissementet Dieppe. År 2022 hade Tourville-sur-Arques 1 190 invånare.

## Befolkningsutveckling
Antalet invånare i kommunen Tourville-sur-Arques
| Referens: INSEE |